# Llista de topònims de Ribesaltes
Llista de topònims (noms propis de lloc) de Ribesaltes (Rosselló).
Informació actualitzada per un bot. Els canvis manuals es perdran quan s'actualitzi!

## cementiri
| imatge | Nom                     | Ubicat a   | instància de | Detalls | coordenades                                     | Protecció | Commons (més fotos) | Dades a WD                    |
| ------ | ----------------------- | ---------- | ------------ | ------- | ----------------------------------------------- | --------- | ------------------- | ----------------------------- |
|        | cementiri de Ribesaltes | Ribesaltes | cementiri    |         | 42° 46′ 17″ N, 2° 52′ 44″ E / 42.7714°N,2.879°E |           |                     | Modifica les dades a Wikidata |
|        | cementiri de Ribesaltes | Ribesaltes | cementiri    |         | 42° 46′ 11″ N, 2° 52′ 52″ E / 42.7696°N,2.881°E |           |                     | Modifica les dades a Wikidata |

## edifici
| imatge | Nom                            | Ubicat a   | instància de | Detalls | coordenades                                                                           | Protecció | Commons (més fotos) | Dades a WD                    |
| ------ | ------------------------------ | ---------- | ------------ | ------- | ------------------------------------------------------------------------------------- | --------- | ------------------- | ----------------------------- |
|        | Maria Immaculada de Ribesaltes | Ribesaltes | edifici      |         | 42° 46′ 09″ N, 2° 52′ 11″ E / 42.76926111°N,2.86984722°E Catalunya del Nord 24.2 msnm |           |                     | Modifica les dades a Wikidata |
|        | Sant Andreu de Ribesaltes      | Ribesaltes | edifici      |         | 42° 46′ 18″ N, 2° 52′ 28″ E / 42.77177222°N,2.87434722°E Catalunya del Nord 22.1 msnm |           |                     | Modifica les dades a Wikidata |
|        | Sant Andreu de Ribesaltes      | Ribesaltes | edifici      |         | 42° 46′ 18″ N, 2° 52′ 28″ E / 42.77177222°N,2.87434722°E Catalunya del Nord 22.1 msnm |           |                     | Modifica les dades a Wikidata |

## església
| imatge | Nom                                | Ubicat a   | instància de                  | Detalls                                                     | coordenades                                                                         | Protecció                                                 | Commons (més fotos)              | Dades a WD                    |
| ------ | ---------------------------------- | ---------- | ----------------------------- | ----------------------------------------------------------- | ----------------------------------------------------------------------------------- | --------------------------------------------------------- | -------------------------------- | ----------------------------- |
|        | Sant Martí de Turà                 | Ribesaltes | església Ús: església         | Estil: arquitectura romànica Dedicat a: Sant Martí de Tours | 42° 46′ 35″ N, 2° 53′ 06″ E / 42.77643333°N,2.88510833°E Catalunya del Nord 19 msnm |                                                           |                                  | Modifica les dades a Wikidata |
|        | Santa Maria de la Garriga          | Ribesaltes | església edifici Ús: església | Estil: arquitectura romànica Dedicat a: Verge Maria         | 42° 46′ 40″ N, 2° 54′ 09″ E / 42.7779°N,2.90251°E 18.9 msnm                         |                                                           |                                  | Modifica les dades a Wikidata |
|        | chapelle Saint-André de Rivesaltes | Ribesaltes | església Ús: església         | Estil: arquitectura romànica Dedicat a: Andreu apòstol      | 42° 46′ 18″ N, 2° 52′ 28″ E / 42.7718°N,2.87437°E                                   |                                                           |                                  | Modifica les dades a Wikidata |
|        | Église Saint-André de Rivesaltes   | Ribesaltes | església Ús: església         | Anomenat per: Andreu apòstol Dedicat a: Andreu apòstol      | 42° 46′ 18″ N, 2° 52′ 28″ E / 42.771755°N,2.874365°E                                | bé catalogat a l'Inventari general del patrimoni cultural | Église Saint-André de Rivesaltes | Modifica les dades a Wikidata |

## instal·lació
| imatge | Nom                           | Ubicat a   | instància de                          | Detalls | coordenades | Protecció | Commons (més fotos) | Dades a WD                    |
| ------ | ----------------------------- | ---------- | ------------------------------------- | ------- | --- | --------- | ------------------- | ----------------------------- |
|        | Leroy Merlin Rivesaltes       | Ribesaltes | instal·lació                          |         | fr:MAS DE LA GARRIGUE SUD 66600 RIVESALTES                                                                     |           |                     | Modifica les dades a Wikidata |
|        | casa de la vila de Ribesaltes | Ribesaltes | instal·lació Ús: seu del govern local |         | 42° 46′ 02″ N, 2° 52′ 08″ E / 42.767089592166°N,2.86880930719029°E fr:PL DE L EUROPE, BP 102, 66600 RIVESALTES |           |                     | Modifica les dades a Wikidata |

## Misc
| imatge | Nom                                  | Ubicat a                         | instància de                                 | Detalls                                                                                    | coordenades | Protecció                                                                    | Commons (més fotos)            | Dades a WD                    |
| ------ | ------------------------------------ | -------------------------------- | -------------------------------------------- | ------------------------------------------------------------------------------------------ | --- | ---------------------------------------------------------------------------- | ------------------------------ | ----------------------------- |
|        | Aeroport de Perpinyà-Ribesaltes      | Perpinyà Paretstortes Ribesaltes | aeroport Ús: aviació civil aviació comercial | Anomenat per: Perpinyà Ribesaltes                                                          | 42° 44′ 26″ N, 2° 52′ 14″ E / 42.740555555556°N,2.8705555555556°E 144 44 msnm                                                                                |                                                                              | Perpignan - Rivesaltes Airport | Modifica les dades a Wikidata |
|        | Aglí                                 | Pirineus Orientals               | riu                                          | Desemboca: mar Mediterrània Llarg: 81.7km                                                  | 42° 46′ 45″ N, 3° 02′ 20″ E / 42.77916667°N,3.03888889°E 4 msnm                                                                                              |                                                                              | Agly                           | Modifica les dades a Wikidata |
|        | Caves Byrrh of Rivesaltes            | Ribesaltes                       | celler                                       | 1926                                                                                       | 42° 47′ 32″ N, 2° 54′ 24″ E / 42.79211111111111°N,2.9066388888888888°E                                                                                       | marca «Arquitectura contemporània remarcable» marca «Patrimoni del segle XX» |                                | Modifica les dades a Wikidata |
|        | Riu Ròbol                            | Rosselló                         | curs d'aigua                                 | Travessa: Espirà de l'Aglí Salses Ribesaltes Òpol i Perellós Desemboca: Aglí Llarg: 18.8km | 42° 47′ 07″ N, 2° 51′ 45″ E / 42.785157°N,2.862486°E 42° 51′ 58″ N, 2° 50′ 23″ E / 42.86601°N,2.83973°E 42° 46′ 28″ N, 2° 52′ 01″ E / 42.774535°N,2.867024°E |                                                                              |                                | Modifica les dades a Wikidata |
|        | Vila fortificada de Ribesaltes       | Ribesaltes                       | muralla urbana                               | Estil: arquitectura romànica 1172                                                          | 42° 46′ 17″ N, 2° 52′ 27″ E / 42.77144°N,2.874062°E 21.9 msnm                                                                                                |                                                                              |                                | Modifica les dades a Wikidata |
|        | equestrian statue of Maréchal Joffre | Ribesaltes                       | obra escultòrica                             | Creador: Auguste Maillard 1931                                                             | 42° 46′ 07″ N, 2° 52′ 16″ E / 42.7685°N,2.8712°E |                                                                              |                                | Modifica les dades a Wikidata |
|        | estació de Ribesaltes                | Ribesaltes                       | estació de ferrocarril                       |                                                                                            | 42° 45′ 59″ N, 2° 52′ 05″ E / 42.7665°N,2.868°E fr:Avenue René-Victor Manault 66600 Rivesaltes 29 msnm                                                       |                                                                              | Gare de Rivesaltes             | Modifica les dades a Wikidata |
|        | gare de péage de Perpignan Nord      | Ribesaltes                       | barrera de peatge                            |                                                                                            | 42° 46′ 54″ N, 2° 53′ 50″ E / 42.7817287°N,2.8973351°E |                                                                              |                                | Modifica les dades a Wikidata |
|        | groupe d'objets à Rivesaltes         | Ribesaltes                       | grup                                         |                                                                                            | Église Saint-André de Rivesaltes |                                                                              |                                | Modifica les dades a Wikidata |